# Allocosa leucotricha
Allocosa leucotricha là một loài nhện trong họ wolfspinnen (Lycosidae).
Loài này thuộc chi Allocosa. Allocosa leucotricha được Carl Friedrich Roewer miêu tả năm 1959.